# Steinsetzung von Edøya
Die Steinsetzung von Edøya ist eine sternförmige, dreiarmige Steinsetzung mit konkaven Seiten (norwegisch treodde) auf der Insel Edøya in der Kommune Smøla in der norwegischen Provinz Møre og Romsdal. Sie liegt nahe der Südwestspitze der Insel. Derartige Steinsetzungen kommen in Norwegen 19-mal und in Schweden häufiger vor, dort unter der Bezeichnung Treudd (englisch Trident).

## Beschreibung

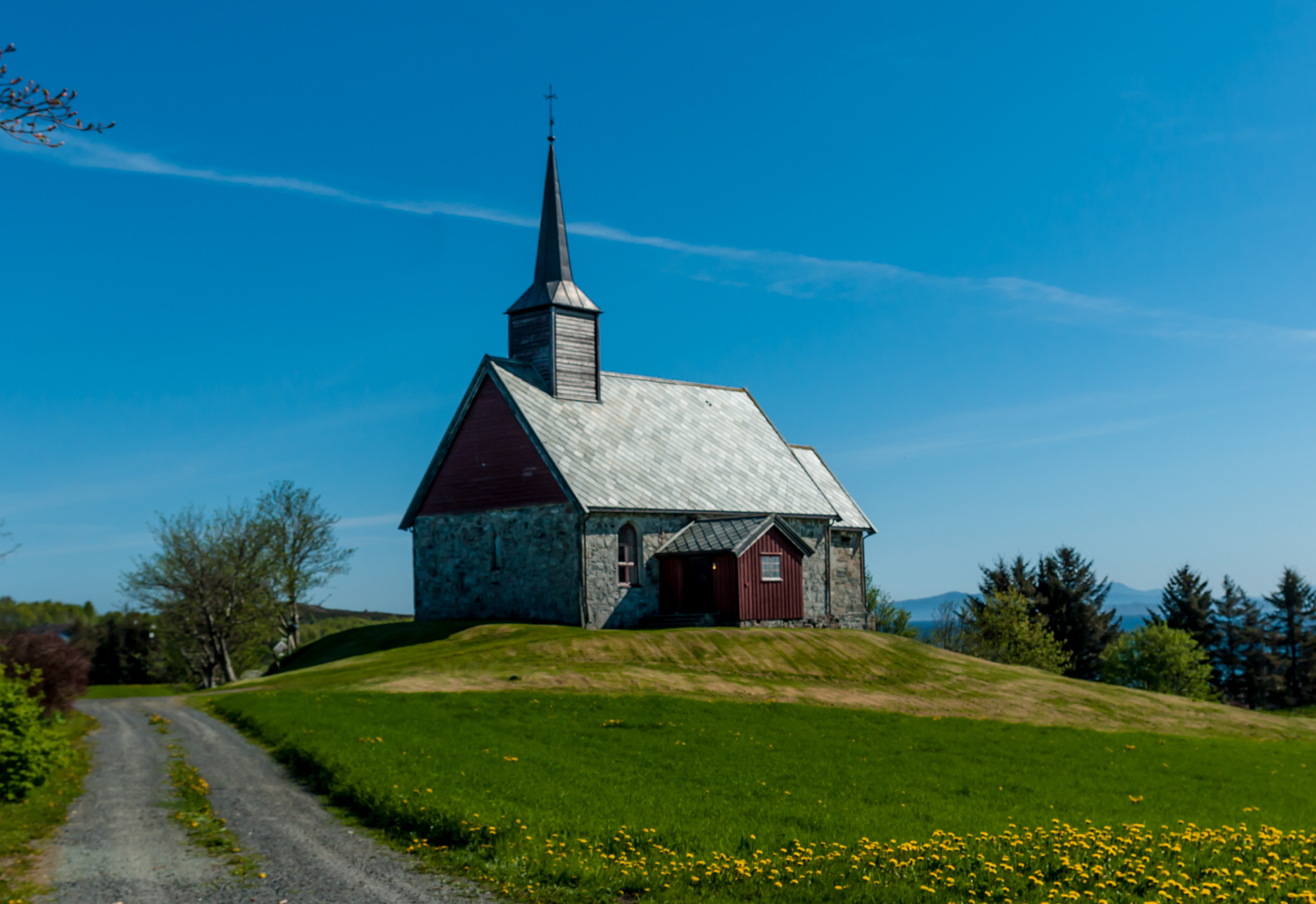
Edøy kyrkje

Nordöstlich der etwa 1000 Jahre alten Kirche von Edøy wurde bei der Abtragung einer Erdschicht ein sternförmiges, dreiarmiges Pflaster entdeckt. Die bemerkenswert gut erhaltene Anlage lag unterhalb der Pflugtiefe. Die drei Arme messen von der Mitte zu den Enden etwa fünf Meter. Ihre Konturen werden durch eng gesetzte geglättete Randsteine markiert. Eine Datierung des Fundes war nicht möglich. Die ältesten in Norwegen gefundenen Anlagen dieser Art sollen etwa von 200 n. Chr. stammen, während die jüngsten über eine Zeitspanne von etwa 800 Jahren errichtet wurden und bis zum Ende der Wikingerzeit (1050 n. Chr.) datieren. Die meisten Steinsetzungen liegen an alten Häuptlingssitzen und in der Nähe der ältesten mittelalterlichen Kirchen.
Dass viele der ersten Kirchen an Stellen alter germanischer Tempel (gudehov) gebaut wurden, ist unter den Historikern bekannt. Da die Steinsetzungen mit diesen Orten in Zusammenhang stehen, bedeutet dies, dass sie eine Funktion im vorchristlichen Kult hatten. Soweit man weiß, ist das sternförmige Pflaster auf Edøya das einzige seiner Art in Nord More. Der schwedische Archäologe Anders Andrén stellte im Jahre 2002 die Idee vor, dass derartige Anlagen die Weltesche Yggdrasil mit ihren drei Wurzeln symbolisieren. Die Esche ist der heiligste Ort der nordischen Mythologie.
Dies deutet darauf hin, dass Edøya in vorchristlicher Zeit in Norwegen ein regionales Zentrum war. Nach der genauen Dokumentation wurde die Anlage vom Ausgräber Ragnar Orten Lie wieder mit Erde bedeckt und ist nicht mehr sichtbar.
Auf Edøya wurden 2020 die Reste eines Schiffgrabes aus der Wikingerzeit gefunden. Bei der Datenanalyse entdeckte Manuel Gabler eine etwa 7,1 Meter lange und 1,0 Meter breite Anomalie, die als Bootsgrab unter einem runden Steinhügel interpretiert wird.
Es ist wahrscheinlich ein Bootsgrab aus den 900er Jahren, wie das 1994 in Surnadal mit einer Reihe feiner Waffen gefundene.

## Bemerkungen
1. ↑  Anders Andrén: I skuggan av Yggdrasil: Trädet mellan idé och realitet i nordisk tradition. In: Ordning mot kaos – studier av nordisk förkristen kosmologi. 2004, Seite 389–430.